# SDガンダム英雄伝
『SDガンダム英雄伝』（エスディーガンダムえいゆうでん）は、『コミックボンボン』で連載されていた漫画作品及びワンダースワンとPlayStationで発売したゲーム作品。プラモデルとの連動企画でもあった。漫画版はときた洸一が担当しコミックボンボン2000年9月号から2002年7月号まで連載された。

## 概要
騎士ガンダムシリーズの第十弾であり、旧来までの世界観を一新した完全新作となっている。本作ではMS族は存在せず、過去シリーズに登場したSD騎士やSD武者と同じ形状をした機兵と呼ばれる巨大ロボット兵器として扱われる。過去作でも機兵は登場していたが、伝説の存在であるなど特殊な扱いであったのに対し、本作ではMS同様の一般兵器として扱われている。本作発表直前まで連載されていた『SDガンダム ムシャジェネレーション』との類似が見られるが、あちらの「武者」が発掘兵器であるのに対し、本作の機兵はそうしたオーバーテクノロジーではなく、基本的に現在進行系で開発されている兵器である。
本作はチーフプロデューサーを稲垣浩文、世界設定とストーリーを千葉智宏、キャラクターデザインとコミカライズをときた洸一が担当し、単行本5巻に掲載されたインタビューでは、小学生などリアルロボットアニメとしてのガンダムを知らない世代を対象としており、そうした世代が楽しめるよう騎士、武者の両方のSDガンダムが登場できる世界観として「英雄伝」が設定された。制作はWS版が先行する形で行われ、開発の進行に伴って段階的にストーリーがときた洸一に伝えられ、漫画版が制作されていった。
漫画版では頭身は低くともリアル志向を意識した展開が繰り広げられ、人間同士の戦闘シーンやドラマなども多く盛り込まれたのが特徴となっている。他にもヴェスパーを装備せず出撃したF91が火力不足で苦戦する、デビルガンダムに侵食されたブルーディスティニーの色が変色する、騎士ガンダムの光の翼や、ターンエーの月光蝶、武者ゼータがハイパー・メガ・ランチャーを携行し、また騎馬一体型に変形できる事を利用して窮地を脱するといった、リアルガンダムや旧作シリーズを意識した様々な要素が盛り込まれている。これはときた洸一が、ターゲットとなるSDガンダムファン以外の人にも楽しんでもらおうと行った工夫である。
カードダス、カプセルトイ、WS版、PS版、コミカライズとメディアミックス展開がなされ、過去キットを流用した形でのプラモデルも発売された。カードダスにはパスワードが隠されており、複数枚を組み合わせて完成したパスワードを入力することで、WS版でアイテムを手に入れることができる連動要素も存在した。
本作を最後に騎士ガンダムシリーズの展開は『新約SDガンダム外伝 救世騎士伝承』まで10年以上中断となる。また『SDガンダム列伝 ガンダム騎士団』までの漫画シリーズは復刻ボンボンとして再版されたが、本作は連載当時に出版された単行本のみとなっている。

## ストーリー
かつて「大戦」と呼ばれた激しい戦いがあった。南方大陸ザード帝国の侵略をラクロア王国と天宮は同盟を結んで迎え撃ち、そして二体の英雄機、騎士ガンダムと武者ガンダムの活躍によって平和を取り戻した。しかしそれから10年後、滅んだはずのザード帝国が再び侵攻を開始。ラクロア王国絶体絶命の危機に、眠りについていた騎士ガンダムが復活を果たす。
1巻
ラクロア王国の騎士見習いマインは親友フレッドと共に騎士を目指して励んでいたが、突然のザード帝国侵攻に際して、とっさに騎士ガンダムに搭乗、その操縦者として認められる。しかし度重なるザード帝国の攻撃、そして東方の天宮から訪れた勇座との実力差によって自分の未熟さを痛感したマインは、伝説の機械船ユニコーンを探索する武者修行の旅に出立する。後を追ってきたフレッド、幼馴染のシルフィと共にユニコーンの居場所を示すコンパスを求めてハインツ山に向かうマインだが、そこには勇座の兄弟であり今やザードの将となった雷破が陣を敷いており、マインたちは苦戦を強いられる。
2巻
窮地に追い込まれたマインは騎士ガンダムを覚醒させてザード帝国を退けるが、コンパスの半分を奪われ、さらに探索に向かったフレッドが行方不明になる。勇座もまた雷破に敗北し、自身の無力さを痛感する。ユニコーンのコンパスを巡るザード帝国との戦いの中で勇座、忍びの華月と共闘する事になったマインは、道中で友人となったランドの協力の下、ザード帝国に洗脳されたフレッドを止めようとする。最後まで親友を信じようとするマインの姿を見た勇座もまた心を改めて協力し、武者ガンダムを覚醒させる事でフレッドを救い出す。そして雷破と決着をつけようとしたその時、ザード帝国の王子ヒムの操る光霊機ターンエーが現れ、雷破ごとマイン、勇座を消滅させようとする。しかしマインと勇座は英雄機の力で攻撃を防ぎ、雷破を守って間一髪で生き延びる。雷破からユニコーンのコンパスを託された二人は、ザード帝国の侵攻を受けるラクロア王国に駆けつけるが、勝利と引き換えに騎士団長オルドーが戦死。死の間際、オルドーはマインと勇座に、二人がザード帝国の王子である実の兄弟だという事を伝えるのだった。
3巻
10年前、ザード帝国を倒す前に旅立ったオルドーたちは、ザード帝国から脱出してきた機械船ユニコーンの墜落に遭遇。瀕死の状態であったザード王妃マーサから二人の赤子と二体の英雄機を託され、その力で平和を取り戻したのだった。隠されたユニコーンを求めて旅立ったマインたちは、ユニコーンに宿る母マーサの魂と対面、実の父であるザード王が宰相カイオスによって操られ、その結果として大戦が勃発した事を知らされる。さらにカイオスから二人が父母の仇だと思い込まされたヒムの襲撃を受けたマインと勇座は、ヒムを助けるためガンダムを真英雄機として覚醒させる。さらに母からの説得を受けたヒムは疑念を抱いてザードへ撤退するが、カイオスによって囚われてしまう。またマインたちもユニコーンでザード帝国へ向かうが、砲撃を受けてユニコーンは墜落。ザード城を守る四つの砦を一つずつ突破していく必要に迫られる。南の砦を突破したマインたちは、北の砦に向かうマイン・シルフィ、東の砦に向かう勇座・華月の二組に分かれる。だが東の砦に赴いた勇座たちは心の傷を抉る幻覚に囚われてしまい、為す術もない。だがあわやというその時、雷破が二人を救うために駆けつける。
4巻
雷破の協力によって危地を脱した勇座は、かつて武者ガンダムを巡って行った御前試合で、勇座の出生を知った雷破がそれでも真剣に勝負に挑んだ事を知って葛藤を振り払い、その力で東の砦を陥落させる。一方、北の砦に向かったマインとシルフィは、かつて自分たちが倒した敵将を模したゴーレムや、無理やり復活させられた伝説の四大守護機兵の前に苦戦を強いられる。しかし彼らが決して戦いを望んでいない事を悟ったマインは、その心の優しさで騎士ガンダムの力を引き出して彼らを開放し、北の砦を突破する。そして時を同じくして、ラクロアと天宮から駆けつけた仲間たちが西の砦を陥落させ、ついにザード城への道が開かれる。だがザード城を目指して進撃するマインたちの前に、カイオスによって蘇った悪魔の機兵デビルガンダムが姿を現す。
5巻
圧倒的な力でマインたちを蹂躙するデビルガンダムの動力源は、囚われた王子ヒムだった。ヒムを殺すこともできず、助けることもできず、機体を破壊されてしまうマインと勇座。しかしそこに修復されたユニコーンが駆けつけ、王妃マーサの助けを借りて、マインと勇座はヒムを開放する。さらに仲間たちの援護を受け、満身創痍となりながらデビルガンダムを滅ぼしたマインだが、しかしそれでもなおデビルガンダムの本体は活動を継続する。古代ザードの究極の破壊兵器であるデビルガンダムを前にラクロアと天宮の戦力は壊滅し、もはやこれまでとなったその時、シルフィによって救助されたザード王が息子たちに呼びかける。ヒムの光霊機に宿る滅びの力を反転させて二体の英雄騎を修復し、三王子の力を結集して平和を取り戻せと。マイン、勇座、ヒムは三機のガンダムの力を結集させて光の力を呼び覚まし、ついにデビルガンダムを葬り去る。平和を取り戻した世界で、別れた仲間たちが各々の場所で平和を守っていく中で、ザード帝国の王子となったマインと勇座、ヒムは、皆との絆を確かに感じていた。

## 登場人物

### ラクロア
マイン・ロード
本作の主人公。騎士団長であるオルドーに実子のフレッドと共に育てられた。フレッドとは義兄弟であり、親友。実はザードの正統王位継承者であり、勇座とは双子の兄弟、ザードのヒムは実弟。
気弱で心優しい少年であり、機兵同士の模擬戦で、自らがダメージを与えたフレッドの事を気遣ってしまったせいで破れるほど。だがその心の奥には、誰にも負けない正義の心を宿している。ザード軍の奇襲とも言える侵攻の際、機能停止していたはずの騎士ガンダムに乗り込み、自身の意思と勇気の光で起動に成功、以後これの正統な搭乗者となる。
名前の由来は「mine（私の物）」から。
シルフィ・ミズリア
本作のヒロインでマインの幼馴染。
マインの後を追う形で旅に同行している。他人思いの優しい性格。
乗機は流麗騎士ウイングガンダム→神聖騎士ウイングガンダムゼロ 。
フレッド・ロード
シルフィと同様マインの幼馴染で、親友の間柄。
漫画ではマインへのコンプレックスを利用されて、敵に操られた事もある。陽気で快活だが少々配慮に欠ける。
乗機は疾風騎士ブルーディスティニー、だがゲームでは選択しだいで聖龍騎士ゼータガンダムに乗る事も。
フレイ・リーデンス
ラクロア機兵騎士団の副団長。
気障な色男だが、誇り高く騎士としての腕も確か。
乗機は灼熱騎士F91
ランド・ストーン
ラクロアに炭鉱町に住む気のいい青年。
度重なるザードの侵攻に嫌気が差し、町にやってきたマインに同行を申し出る。大岩すら持ち上げる怪力の持ち主。
乗機は剛烈騎士シャイニングガンダム→爆熱騎士ゴッドガンダム。
オルドー・ロード
十年前のザードとの“大戦”を戦った戦士。落ち着きのある好人物。
マインを養子として、実子のフレッドと共に育てていた。
漫画版ではザード帝国の侵攻を食い止めるために戦い、中盤で戦死する。
本来の乗機は聖龍騎士ゼータガンダムだったが、後に騎士ガンダムに乗り換えている。
シス・ミズリア
オルドーと共にザードとの“大戦”を戦った戦士。穏やかな性格で口調は丁寧。
現在では教会で神父をしており、シルフィの父親でもある。
かつての乗機は神聖騎士ウイングガンダムゼロ。

### 天宮
真導勇座
本作のもう一人の主人公。武者ガンダムの正統な搭乗者。剣の達人。真導大善の義理の息子であり、雷破とは義兄弟。実はザードの正統王位継承者であり、マインとは双子の兄弟、ヒムは実弟。
マインとは違い、激しい性格で時には非情さも露にするが、心の奥底にはその外面の性格の発端にもなっている傷がある。時にはその心の傷から切り崩され、脆さをのぞかせることもある。
名前の由来は「you（あなた）」から。
真導雷破
真導大善の実の息子であり、勇座とは義兄弟。
勇座とのある事件より、武者サイサリスを強奪し天宮を出奔。ザードに寝返ると、強化改造を施した武者サイサリスを駆り瞬く間に軍団長の地位にまで上り詰めた。プライドが高く、傲慢なほどに強気な性格。剣の才だけでなく戦局を見極める将としての手腕にも優れ、機兵操縦の腕でもザードの将軍達を軽く上回り、四魔星にすら匹敵するほどの実力を持つ。
勇座の出生を知っており、彼に対する劣等感が裏切りの理由だったが、勇座に命を救われた後は改心して、彼のパーティに加わる。当初は元に戻したサイサリスだったがサー・クイシーとの戦いで大破、最終決戦では天承が用意した父の愛機であった戦神武者ゼータガンダムに乗り換える。
紫苑華月
勇座とともに旅し、彼のサポートを任務とする忍びの少女。礼儀正しく思慮深い。
乗機は翼武者ウイングガンダム→翔神武者ウイングガンダムゼロ。
遊嶽斎我山
天宮のとある橋の上で、通る者に決闘を挑んでいた歌舞伎者。豪快な性格。華月に惚れているが、相手にされていない。
乗機は機巧武者シャイニングガンダム→闘神武者ゴッドガンダム。
竜堂寺天承
天宮の将軍の息子ながら、技術者としての才を持つ少年。屈託がなく皆から愛されるタイプ。
乗機は剣神武者ニューガンダム。
真導大善
十年前のザードとの“大戦”で名を馳せた武人。
オルドーとも面識があり、勇座を雷破とともに鍛えながら育てていた。勇座と雷破の刀は、彼の愛刀「明鏡止水」を二振りに打ち直したもの。
漫画版では本編以前にザードの侵攻を食い止めるべく戦い、戦死している。
本来の乗機は戦神武者ゼータガンダムだったが、後に武者ガンダムに乗り換えている。
影月
十年前のザードとの“大戦”で名を馳せた忍者。
天宮の忍者頭を務める華月の父であり、彼女を忍者として厳しく鍛えた。
乗機は翔神武者ウイングガンダムゼロ。

### ザード
ヒム・サークリット・ザード29世
現ザードの第一王位継承者。
王家の血はデビルガンダム復活の鍵となるため、父親諸共カイオスに利用されている。
マインと勇座が自分の兄だと知っているが、彼等を国の裏切り者として憎んでいた。プライドが高くややヒステリック。
自分の非を認めない一面もあるが、それは使命感の裏返しでもあり、最後には両親の言葉を受け入れ兄たちと協力する道を選んだ。
乗機は光霊機ターンエーガンダム。
名前の由来は「him（彼の）」から。
宰相カイオス
本名はカイオス・マーク・クロウ。
表向きは幼いヒムを補佐するザードの宰相だが、究極機兵デビルガンダムを利用しての世界支配を目論む野心家。
より宰相に相応しかった人物が謎の死をとげた事で宰相となったためマーサ王妃からは警戒されていたが、有能さからザード28世に重用されていた。
かつてザード28世を讒言で唆して“大戦”を引き起こした張本人であり、現代でのラクロアおよび天宮侵攻計画の指導者でもある。
本人の乗機は帝機兵ジオングだが、最終決戦では捕らえた前王を生贄（漫画ではヒム）にして復活させたデビルガンダムを操る。
苗字の由来は「黒幕」のアナグラム。
ザード28世
ザードの前王。本来は天変地異に見舞われるザードの民を救わんと心を砕く、優しい王であった。
しかし「国が滅びへと向かう時、三つの輝ける星が平和をもたらす」という予言を、カイネスに「三王子が世界を支配せねばザードが滅びる」と吹き込まれ、“大戦”を勃発させた。
現在は病床に伏しているとされているが実際はカイオスによって幽閉されており、終盤にペディアによって救助されていた事が明かされる。
マイン、勇座、ヒムの父親。
マーサ王妃
ザード28世の正室。今は故人となっており、彼女の死の原因がマインと勇座だとして、ヒムは二人を恨んでいる。
実際はザード28世の暴走を止めるため、マインと勇座、そして英雄機を強奪して機械船ユニコーンで亡命を図るも撃墜され墜落、死亡した。
死に際にオルドー、シス、大善、影月らに子どもたちと英雄機を託した。現在は機械船ユニコーンにその魂を宿し、子どもたちを守ろうとしている。
マインと勇座と再会した際には、ユニコーンの墜落した島にある古代遺跡を起動することで、二人の英雄機を真英雄機へと強化した。

#### 西方侵攻軍
神風将軍ラファエル
西方侵攻軍のリーダーで誇り高い騎士だが、国のためなら多少の非道も躊躇わない。
乗機は神風騎士トールギス。
轟炎将軍ブレストン
炎の魔法や攻撃を操るラクロア侵攻の先鋒的存在。
乗機は轟炎騎士イフリート。
妖水将軍ディスティーナ
西方四天王の紅一点で、精神攻撃が得意な妖艶な女魔導士。
乗機は妖水騎士キュベレイ。
裂地将軍ローカイ
ザード将軍衆の中でも特に古参の老戦士。剛毅で実直。
10年前マーサの脱出に同行したが、その後ザードに帰参し、現在はヒム王子のためにラクロアへ侵攻する。
乗機は裂地騎士グフ。

#### 東方侵攻軍
烈輝将軍ザンシュ
元東方侵攻軍のリーダー（現リーダーは雷破）で、堂々とした武人。
名前の由来は「斬首」から。
乗機は烈輝武者サザビー。
水鬼将軍レンカ
ザンシュを慕う水遁忍法を得意とする女忍者。
乗機は水鬼武者ガーベラテトラ。
鉄機将軍インエイ
自身の機体に似合わず小柄で卑劣な小悪党。
乗機は鉄機武者ジ・O。
獣騎将軍ドウカツ
魔獣アプサラス（成体）を操る巨漢。ローカイの息子。
名前の由来は「恫喝」から。
乗機は獣騎武者ケンプファー。

#### 四魔星
火帝星ウォール
前王時代からザードに仕える重鎮。カイオスを快く思っておらず、戦乱終結後はザードの平和再興に力を尽くす。後に発売されたPS版ではカイオスに代わり宰相の職についている。
乗機は火帝機獣ビグザム、PS版ではカイオスの機体であった帝機兵ジオングに乗る。
水帝星サー・クイシー
水中戦と精神攻撃を得意とする狡賢い老人。
名前の由来は「策士」から。
乗機は水帝機獣グラブロ。
風帝星ペディア
カイオスに忠実に付き従う少女のような女魔導士。物静かな性格。
乗機は風帝機獣エルメス。
地帝星
本名は不明。ピエロの格好をして近隣の住民を苦しめていた謎の男。子供のような残虐さを持つ。
乗機は地帝機獣ザクレロ。

#### その他
オーレン・ウェイン・オレガノ
PlayStation版に登場。ザードの国民で熱血漢の少年。大戦時に敵国のマインに助けられて以降、彼を尊敬し、自身も機兵乗りを目指すようになる。大戦終了後、念願の機兵乗りとなり、機兵競技会に出場。漫画版では最終回で1コマではあるが登場している。
乗機はGドラグーン・ソル
ミミ・ポート・ミューズ
PlayStation版に登場。ザードの国民でオーレンの友人の少女。無茶をしがちなオーレンを支え、情報収集でサポートする。ゲーム作品内では、ガイドも担当。漫画版では最終回で1コマではあるが登場している。

## 登場メカ
括弧内はモチーフとなった機体。

### ラクロア (登場メカ)
英雄機 騎士ガンダム（バーサル騎士ガンダム） / 真英雄機 スペリオル騎士ガンダム（スペリオルドラゴン）
かつてのオルドーおよびマインが搭乗する伝説の機兵。戦いを重ねていったことでスペリオル騎士ガンダムへ進化する。
最終決戦時にデビルガンダムに挑み、仲間の力を騎士ガンダムに集中させた攻撃によりデビルガンダムを破壊したがその力に耐え切れず機体は大破。
そしてターンエーの力で大破した武者ガンダムと共に復活し最終形態となったデビルガンダムに三機の力を合わせた攻撃「エレメントフラッシュ」によりデビルガンダムを完全に消滅させた。
流麗騎士ウイングガンダム（ウイングガンダムアーリータイプ） / 神聖騎士ウイングガンダムゼロ（ウイングガンダムゼロカスタム）
かつてのシス（ウイングゼロのみ）、現在はシルフィの乗る機兵で法術戦に特化している。最終決戦を前に本来の姿であるウイングゼロに戻された。
疾風騎士ブルーディスティニー（前期：ブルーディスティニー1号機 / 後期：ブルーディスティニー3号機 / ザード仕様：ブルーディスティニー2号機 (ニムバス・シュターゼン機)）
フレッドの乗る機兵で当初は頭だけ近くにあった量産機の頭部を流用していたため完全には力を発揮できなかった。しかし、途中で機体が中破した後フレッドがディスティーナに洗脳された際、正式な頭部に替えられたことで本来の力を発揮できるようになった。なお、最終決戦で合流した際機体色が青から白に変更されている。
灼熱騎士F91（灼熱騎士ガンダムF91）
フレイの乗る機兵。高い能力を持つがラファエルとの初戦では装備が完全な物でなかった為敗北。しかし後にヴェスバーを装備しリベンジを果たす。
剛烈騎士シャイニングガンダム（シャイニングガンダム） / 爆熱騎士ゴッドガンダム（ゴッドガンダム）
ランドの乗る機兵。剣よりも打撃戦闘を得意としている。
聖龍騎士ゼータガンダム（剣士ゼータガンダム）
オルドーが搭乗する機兵。ゲーム版では状況次第でフレッドが受け継ぐ。

### 天宮 (登場メカ)
英雄機 武者ガンダム（武者ガンダム：ファーストガンダム大将軍） / 真英雄機 超武者ガンダム
かつての大善と勇座の乗る機兵で剣戟戦闘を得意としている。
砲神武者サイサリス（ガンダムGP02）
雷破が乗る砲撃戦を得意とした機兵。ザード所属時代は禍々しく改造されていた。
翼武者ウイングガンダム（ウイングガンダム） / 翔神武者ウイングガンダムゼロ （ウイングガンダムゼロ）
華月が乗る機兵。すばやさを生かした戦いが得意。
機巧武者シャイニングガンダム（シャイニングガンダム） / 闘神武者ゴッドガンダム（ゴッドガンダム）
我山が乗る騎兵で強大な力を誇る。なお、漫画版では我山の参入が最終決戦のときだったためシャイニングガンダムは最終回で一コマのみ登場。
剣神武者ニューガンダム（νガンダム）
天承が乗る騎兵で様々なからくりを装備している。
戦神武者ゼータガンダム（武者精太頑駄無）
元々は大善の乗る騎兵でケンタウロス形態に変形可能。天承の手で改修されており最終決戦においてサイサリスが大破した雷破にたくされた。

### ザード (登場メカ)
- 光霊機ターンエーガンダム（∀ガンダム）
- 帝機兵ジオング（豪騎士ジオング）
- 究極機兵デビルガンダム（デビルガンダム）
- 神風騎士トールギス（トールギス）
- 轟炎騎士イフリート（イフリート改）
- 妖水騎士キュベレイ（キュベレイ）
- 裂地騎士グフ（騎士グフ）
- 裂輝武者サザビー（サザビー）
- 水鬼武者ガーベラテトラ（ガーベラ・テトラ）
- 鉄機武者ジ・O（ジ・O）
- 獣騎武者ケンプファー（ケンプファー）
- 火帝機獣ビグザム（ビグ・ザム）
- 水帝機獣グラブロ（グラブロ）
- 風帝機獣エルメス（エルメス）
- 地帝機獣ザクレロ（ザクレロ）

### その他  (登場メカ)
Gドラグーン・ソル
PlayStation版オリジナルの機兵で、主人公の近くに落下してそのまま愛機としてしまった謎の機兵。
Gドラグーン・ルナ
PlayStation版オリジナルの機兵で、Gドラグーン・ソルに酷似した謎の機兵。

## 書誌情報
ときた洸一著、シナリオ協力千葉智宏、講談社コミックスボンボン全5巻
1. ISBN 978-4063239133
2. ISBN 978-4063239164
3. ISBN 978-4063239270
4. ISBN 978-4063239393
5. ISBN 978-4063239515

## ゲーム作品

### SDガンダム英雄伝 大決戦!!騎士VS武者
2001年3月1日にバンダイより発売されたPlayStation用バトルアクションRPG。PocketStation対応。開発はベック。

### SDガンダム英雄伝
2001年3月15日にワンダースワン用ゲームソフトの『武者伝説』と『騎士伝説』の2Ver.が同時発売。ワンダーウェーブを介して、アイテムやパーツを通信で交換可能である。開発はベック。

### SDガンダム GGENERATION NEO
2002年11月28日年発売のガンダムシリーズクロスオーバーSRPG。本作名義で騎士ガンダムと武者ガンダムがゲスト参戦。